# هور زجري
هور زجري أحد أهوار العراق يقع ضمن نطاق الأهوار الوسطى في محافظة البصرة جنوب العراق .

## نبذة
يحتوي الهور على عدة قرى وهي: الخزيري، أبو خديع ، نهر السبع، البدرية، الجحيلة، الجلع، أبو الجولان والسبيطية، قرية السورة، أم الشويج و أم الزهدي والطويلة، السيباية والترابة وقرى الخيوط.